# 南瓜棋
南瓜棋（韓語：호박고누），是流傳於韓國的兩人棋類。

## 棋具

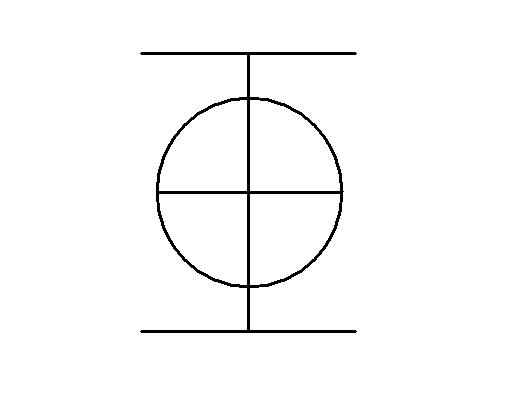
南瓜棋棋盤

- 棋盤如轉九十度的「H」字型，在縱線中心畫一圓，圓內再畫一條橫線，組成二十一個棋點。

- 雙方各執三子，以顏色區分敵我。

## 規則
- 棋子皆放在己方最近的底橫線的三個棋點。

- 每人一著，棋子皆須需沿線至空鄰處。
  - 己棋不能進入敵方底橫線，或退回己方底橫線。
  - 在己方底橫線中點的己棋只能前進。

- 無法移動時輸掉遊戲[2][3]。

## 外部連結
- 遊戲棋譜[永久]
- 遊戲影片[永久]